# ショウボート (キャバレー)
ショウボート（しょうぼーと）は、かって銀座八丁目で営業していたキャバレーである。終戦後の1948年にオープンし、1970年に閉店した。

## 歴史
終戦直後の1948年に主に進駐軍の下士官兵卒向けにオープンしたキャバレー。地上5階建てで、2階、3階はサロンとなっており、内装は船をモチーフとしていた。
ミシシッピ川を下るショウボートを模した派手なネオンの電飾が、汐留川に映えるように設計されており、ホステスの源氏名は、すべて港がある有名な都市名を使っていた。ウェイトレスの制服は水兵を模したセーラー服で、客が入店すると人数分の銅鑼（出航の合図）が鳴らされた。
1970年2月に閉店し、その後、建物は火災で焼失した。現在は、リクルートGINZA8ビルが建っている。

## 登場する映画
『トコリの橋』1954年のハリウッド映画。朝鮮戦争下の日本での休暇シーンで、主人公のウィリアム・ホールデン演じるブルーベーカー大尉が、ミッキールーニー演じるマイクに請われて、淡路恵子演じるホステスのキミコに会うシーンでショウボートが撮影に使われている。
『武蔵野夫人』1951年、轟夕起子がタクシーに乗るシーンの背景で、ショウボートのビル全体が映る。